# 184 هـ
184 هـ هي سنة في التقويم الهجري امتدت مقابلةً في التقويم الميلادي بين سنتي 800 و801.

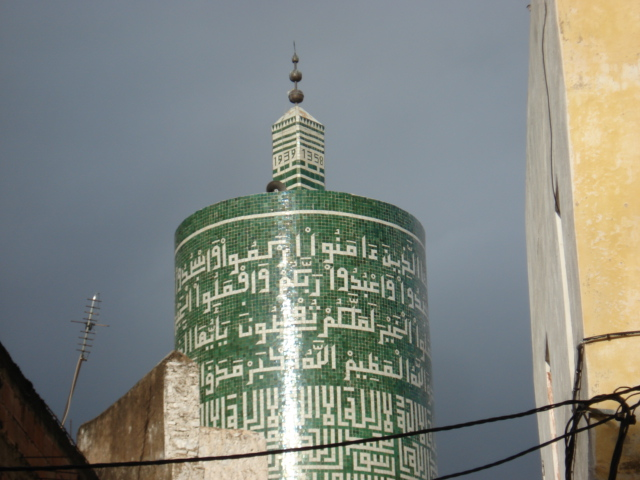
الصومعة المستديرة لمسجد مولاي إدريس بن عبد الله

## أحداث
- قيام دولة الأغالبة في المغرب العربي وعاصمتها مدينة القيروان على يد إبراهيم بن الأغلب التميمي .

## مواليد
- دعبل الخزاعي

## وفيات
- أحمد بن هارون
- سليمان بن عبد الرحمن
- إدريس بن عبد الله
- عبد الله بن عبد العزيز العمري